# Hotel Koryo

O Hotel Koryo (em coreano: 고려호텔; hanja: 高麗호텔) é um hotel localizado em Pyongyang, capital da Coreia do Norte. Localizado no distrito central de Chung-guyok, perto do rio Taedong e da Estação Ferroviária de Pyongyang, é o segundo maior hotel em funcionamento na Coreia do Norte, sendo o maior o Hotel internacional Yanggakdo. O Hotel Ryugyong é maior do que ambos, mas ainda não está operando. O edifício do Hotel Koryo, de duas torres, tem 143 metros de altura e contém 45 andares. Erguido em 1985 sob a avaliação de Kim Il-sung, o objetivo do edifício era "mostrar a glória e a força da RPDC".
O hotel é classificado como cinco estrelas pela Coreia do Norte. Uma seção do hotel supostamente pegou fogo em 11 de junho de 2015 devido a circunstâncias não reveladas, deixando a ponte entre os dois edifícios seriamente danificada.

## Nome
"Koryo" é o nome de um reino primitivo que é a fonte do nome inglês "Korea". É também utilizado no nome da companhia aérea norte-coreana, Air Koryo. O Hotel Koryo substituiu um hotel antigo com o mesmo nome, mas em um local diferente. Por um tempo depois de 1946, o líder do Partido Social-Democrata da Coreia do Norte, Cho Man-sik, foi mantido em prisão domiciliar no antigo Hotel Koryo.

## Serviços
A extravagância do hotel é exemplificada por sua entrada, que consiste em uma boca de dragão de jade de 9 metros de largura que leva a um amplo lobby dominado por um mosaico de símbolos da cultura norte-coreana. Os ladrilhos do mosaico usam uma grande variedade de metais e pedras preciosas sob os painéis de vidro de baixa dispersão, que são substituídos semestralmente para preservar o brilho do mosaico.

### Quartos
O hotel é um edifício duplo de 143 m e 45 andares com um restaurante giratório no último andar. Existem 1 000 camas em 500 quartos. Os quartos exclusivos contém com duas camas de solteiro king size. Os quartos também têm uma alcova aberta e uma área de leitura separada. Cada quarto tem um frigobar e TV. Há vários canais de TV internacionais incluindo BBC, Al Jazeera, canais CCTV chineses (CCTV-2, CCTV-4), canais japoneses (NHK Satellite TV 1 e 2), canais russos (Zvezda, NTV, Beres), bem como canais locais da Coreia do Norte (KCTV, Mansudae Television, Ryongnamsan TV). O banheiro do quarto de hóspedes é feito pela Toto, o telefone pela Toshiba e o elevador pela Hitachi. Os hóspedes relataram quedas de energia dentro do recinto do hotel.

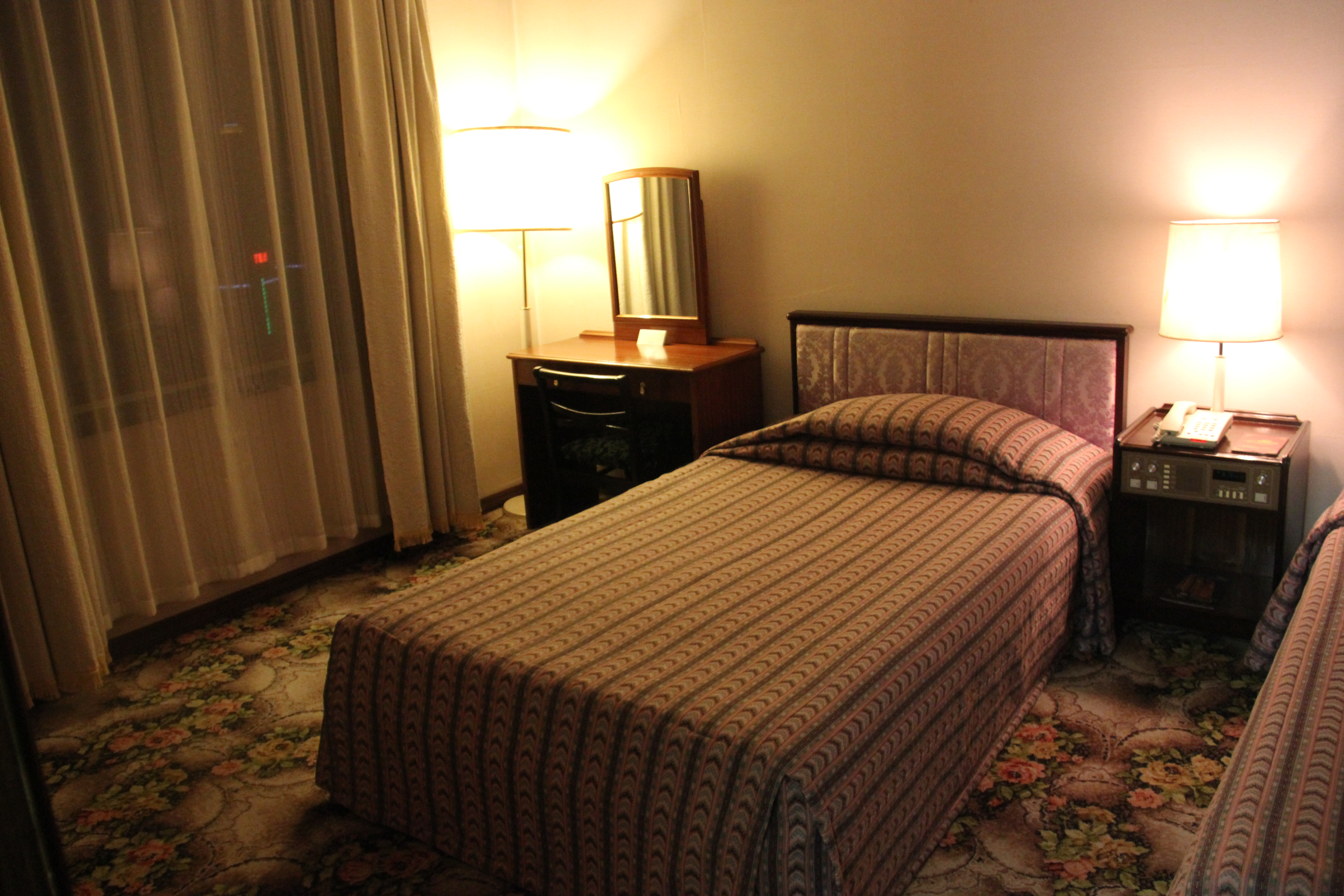
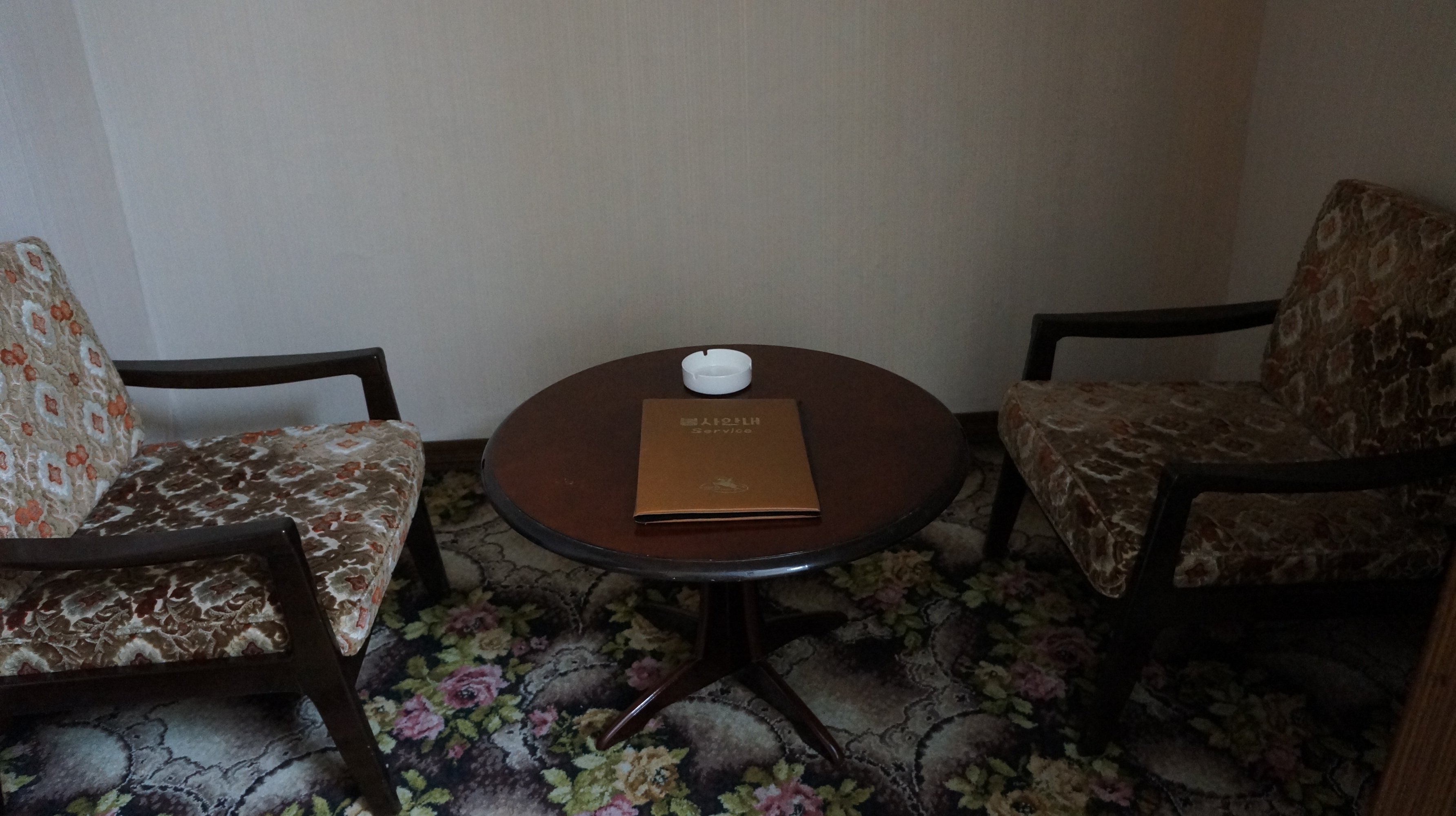
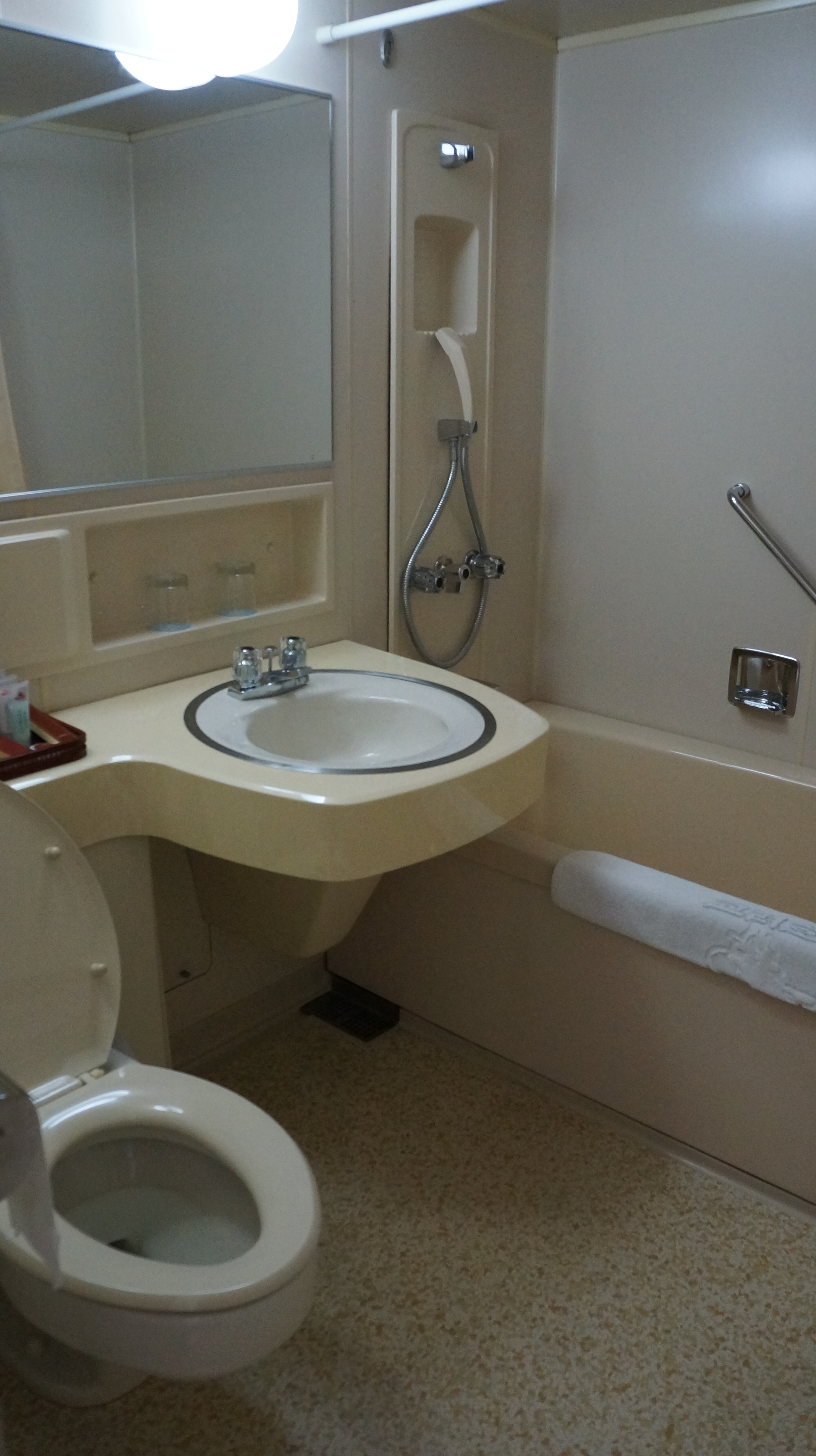
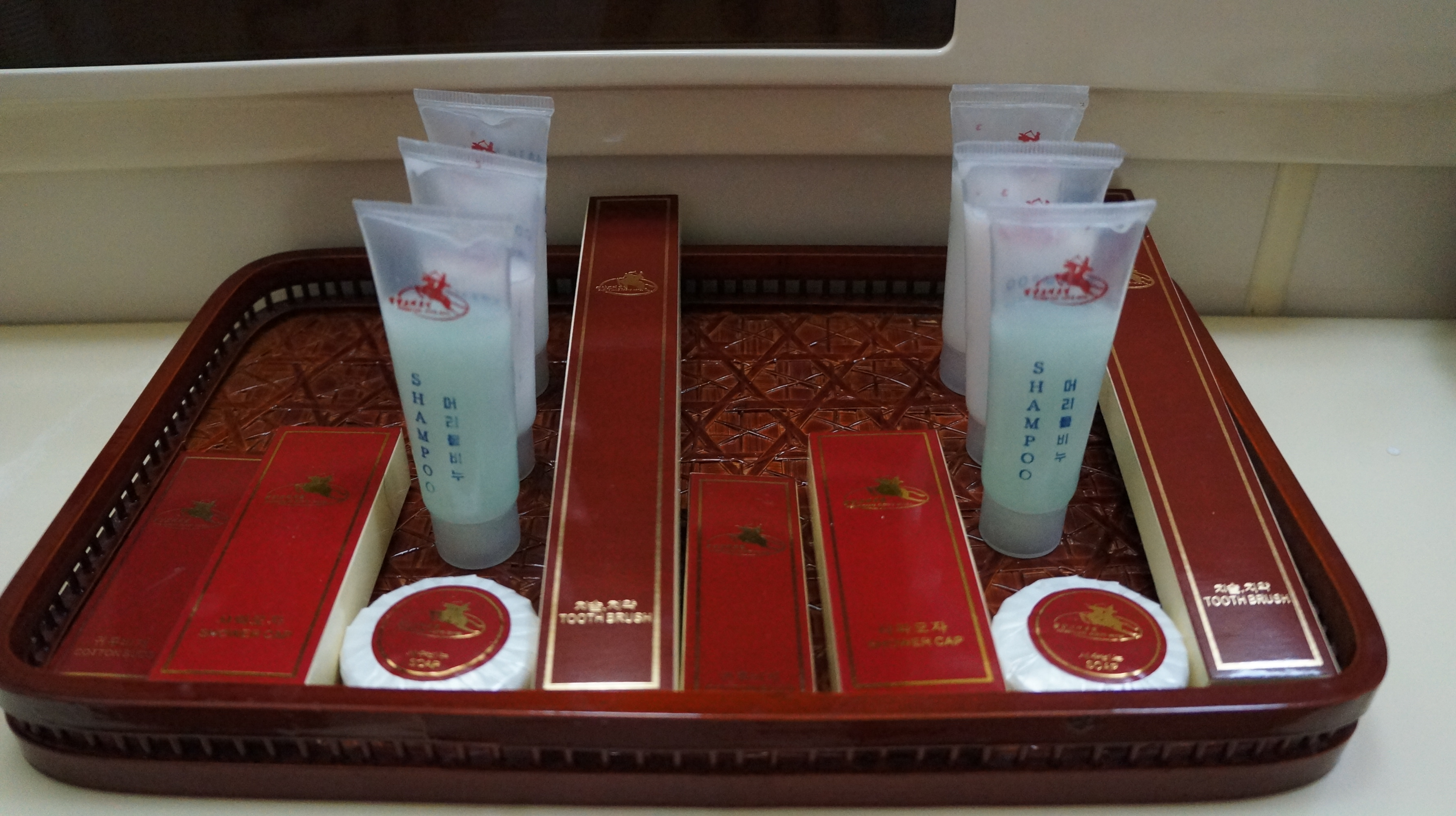
Produtos de higiene pessoal gratuitos
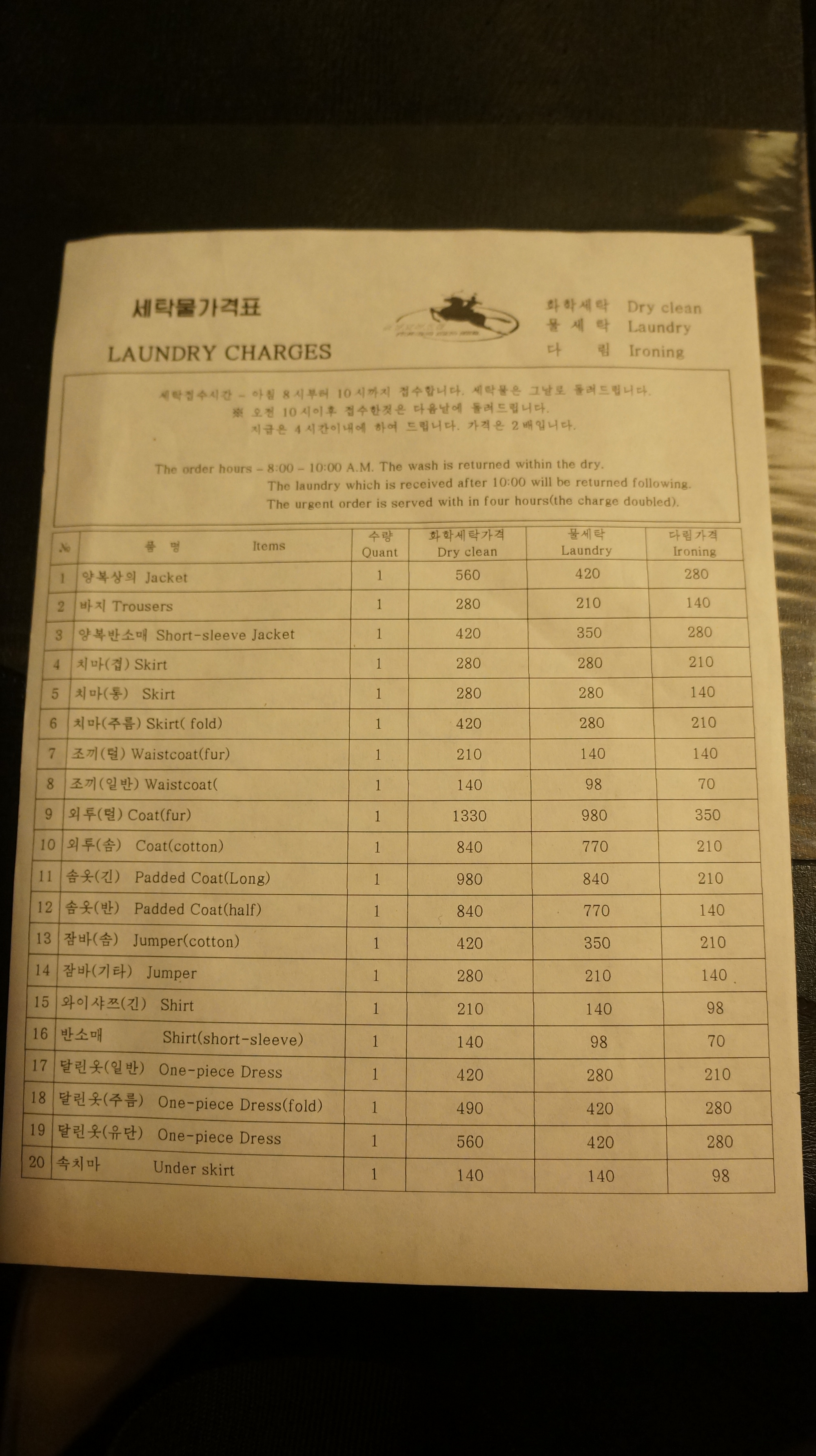
Preços dos serviços de lavanderia

### Restaurantes

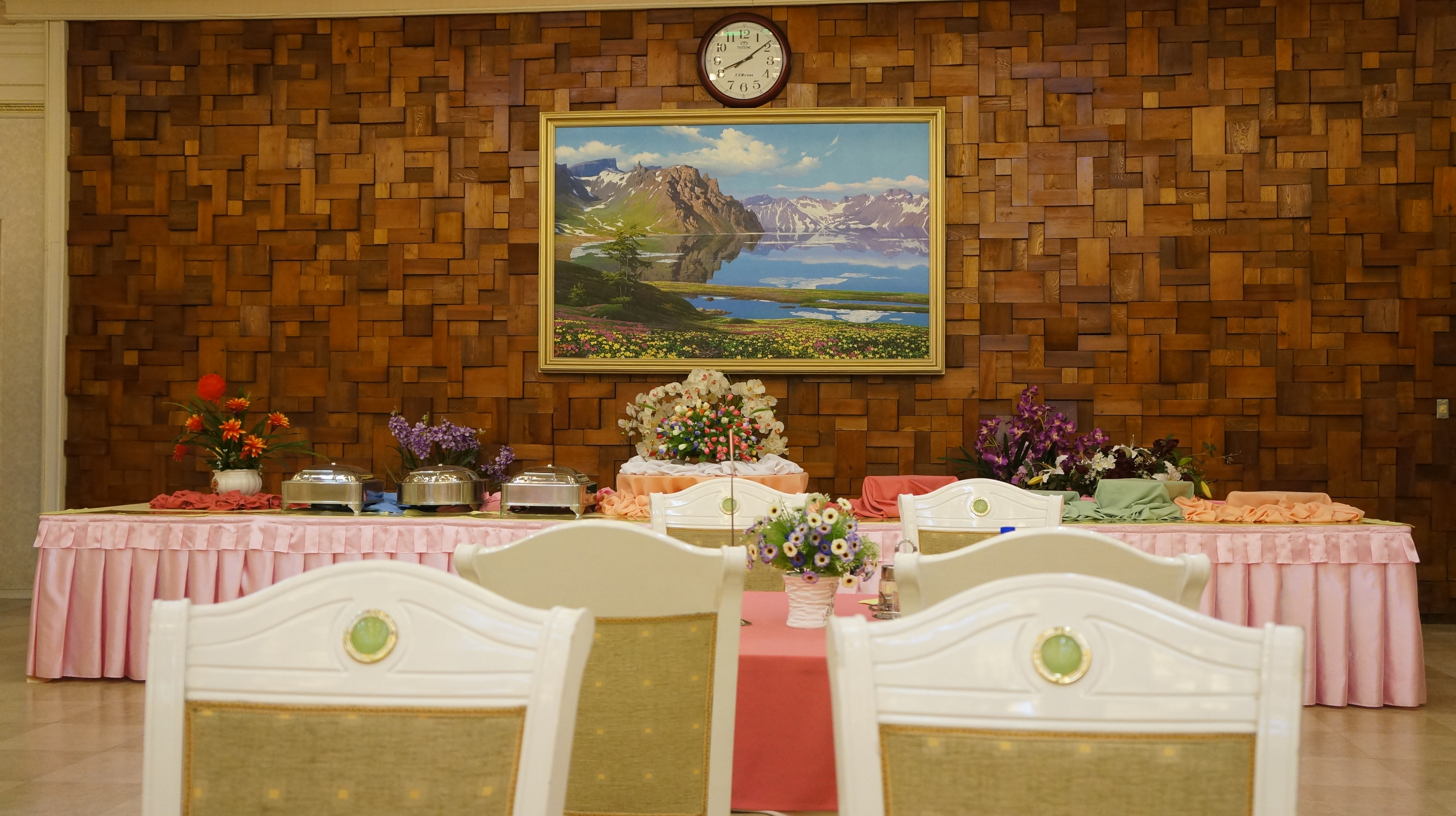
Restaurante

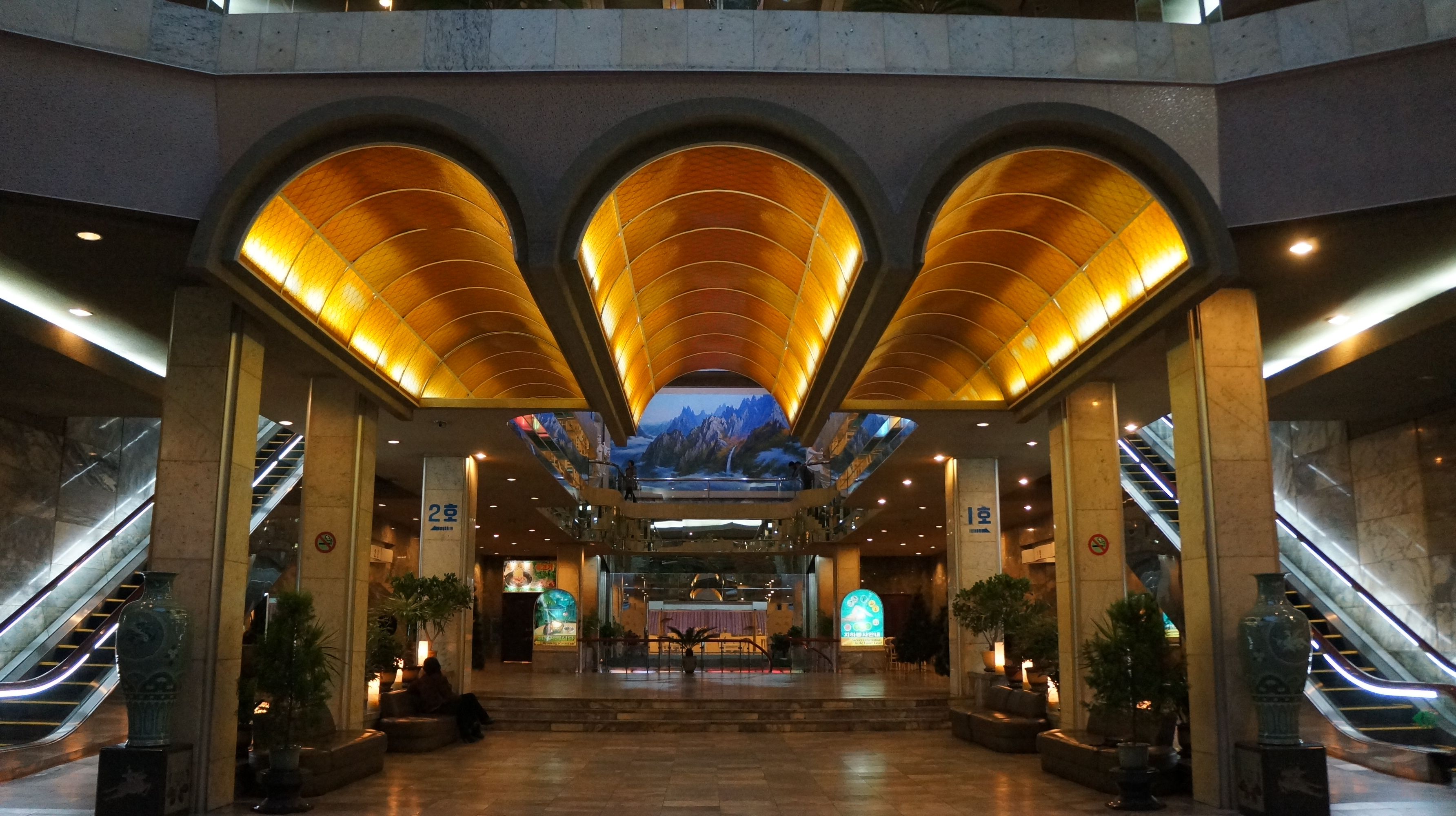
O lobby do hotel

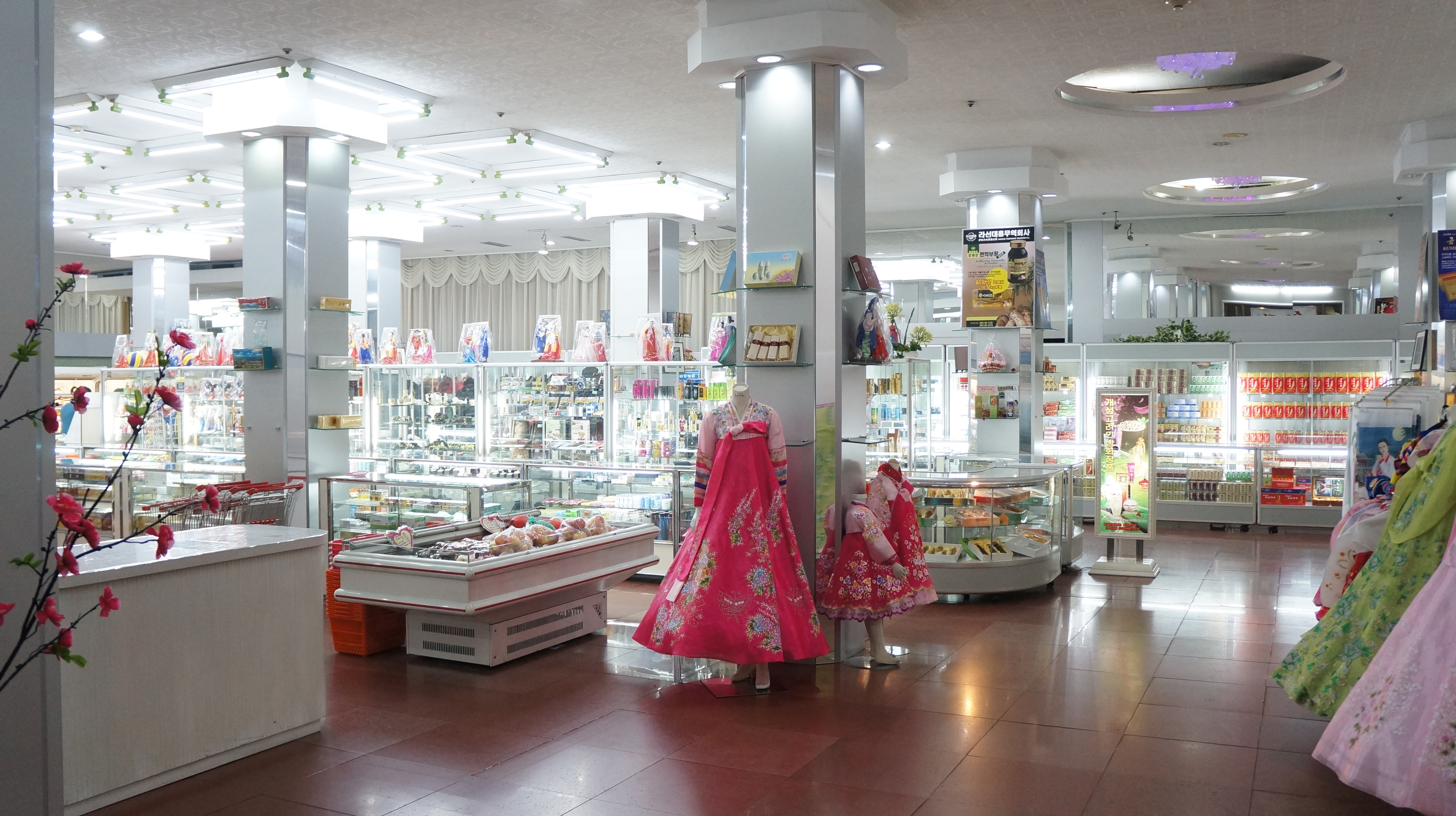
Loja de presentes

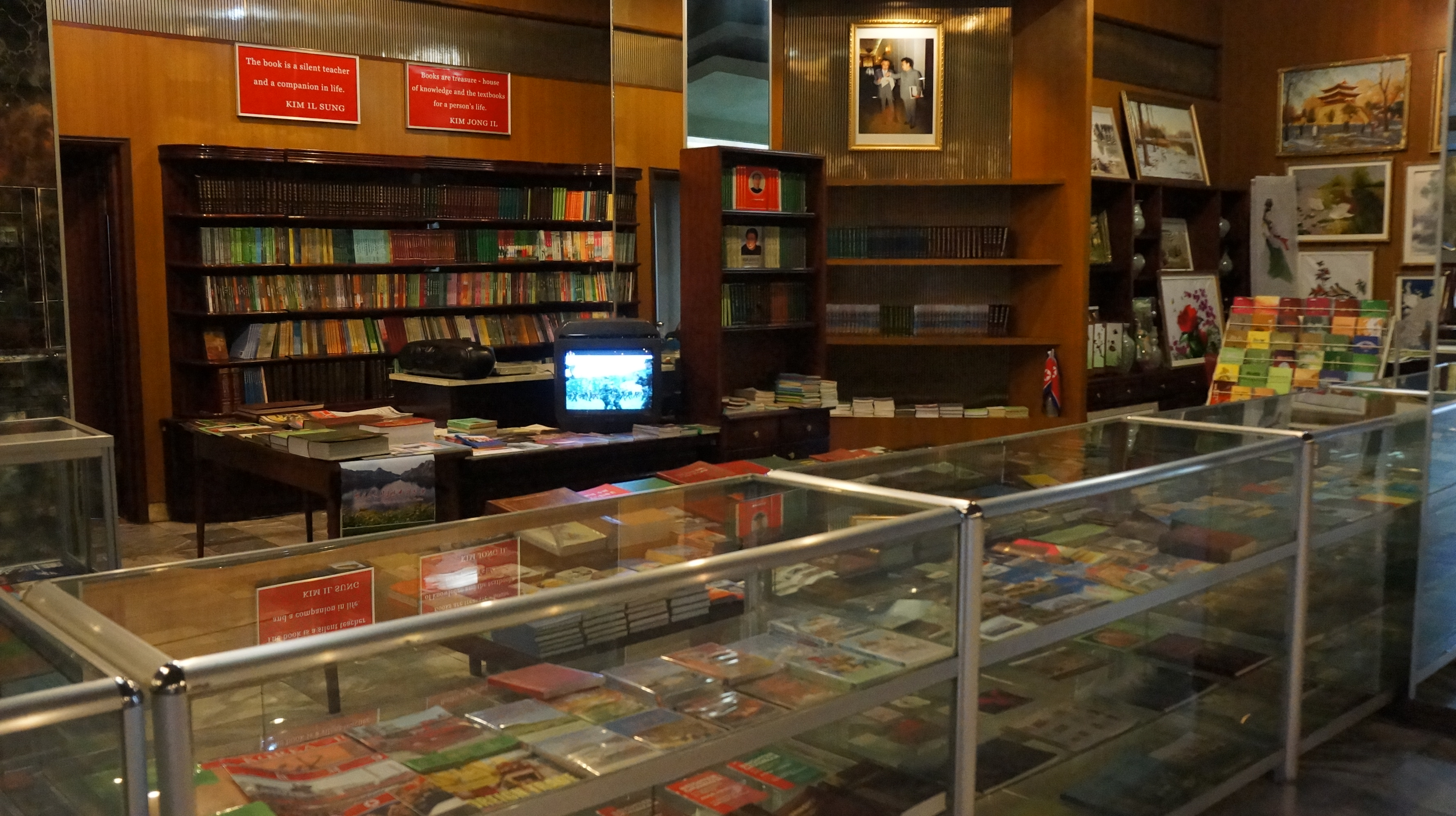
Livraria

Cada torre contém um restaurante giratório no topo, porém apenas um está aberto. O restaurante giratório aparentemente fechava às 21h, mas nos últimos anos o horário de fechamento foi estendido com base na qualidade das gorjetas dos hóspedes. Além do único restaurante giratório aberto, o hotel tem quatro outros restaurantes, incluindo um restaurante japonês e um restaurante coreano de churrasco.
Os restaurantes são operados por expatriados japoneses e são administrados como empresas privadas, mas devem pagar uma taxa ao Estado.

### Andares
As comodidades incluem loja de presentes, academia, piscina, restaurante giratório no 45.º andar, bar circular no 44.º andar e dois cinemas; um com 200 assentos e outro com 70 assentos. Há um café no térreo. O hotel também dispõe de uma sala de bilhar no segundo andar e um cassino no subsolo. O cassino oferece blackjacks, roletas e caça-níqueis. O cassino é operado por trabalhadores chineses e japoneses. As comodidades não incluem o uso da Internet.
| Número do andar                         | Instalação                                         |
| --------------------------------------- | -------------------------------------------------- |
| 45.º andar                              | Restaurante giratório                              |
| 44.º andar                              | Cinemas                                            |
| 2.º, 3.º, 4.º, 5.º e 43º andar          | Hotel, casino, sala de bilhar, restaurante, etc.   |
| 1.º andar                               | Lobby, cafeteria                                   |
| 3.º nível do porão – 1.º nível do porão | Estacionamento subterrâneo, casino, sala de bilhar |

## Liberdade do hóspede
Segundo alguns relatos, os hóspedes são impedidos por guardas de deixar o hotel. No entanto, outros relatam a capacidade de andar fora do terreno do hotel. O hotel fica a poucos quarteirões do bairro dos restaurantes da cidade e da estação ferroviária de Pyongyang. The hotel is a few blocks from the city's restaurant district and the Pyongyang Railroad Station.

## Galeria

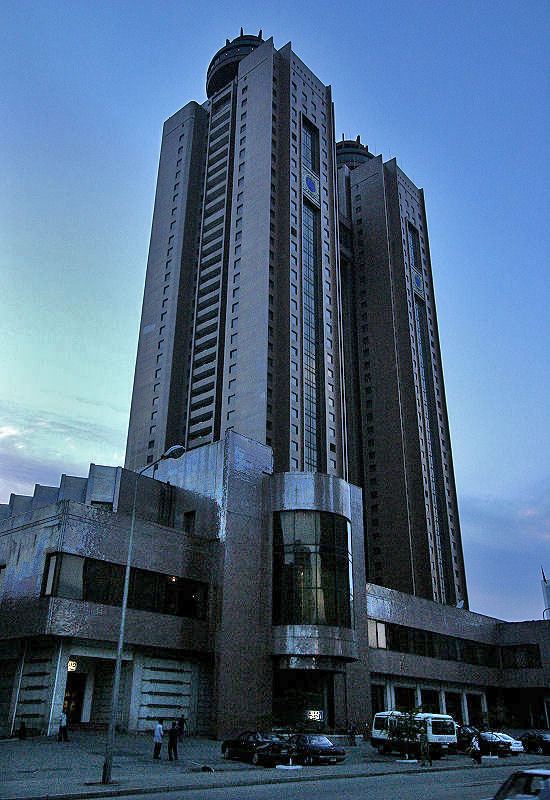
Fachada do hotel
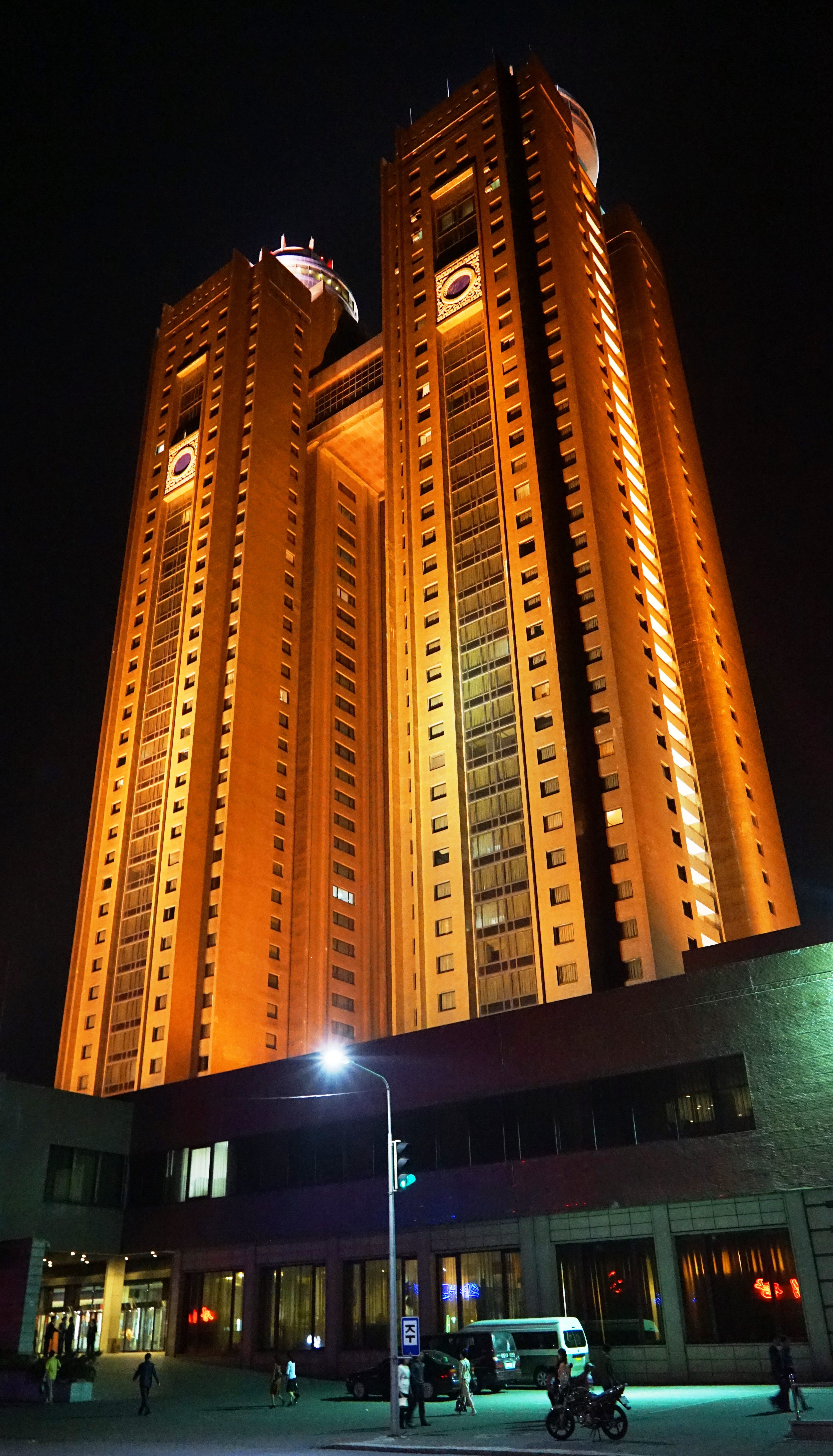
O hotel à noite
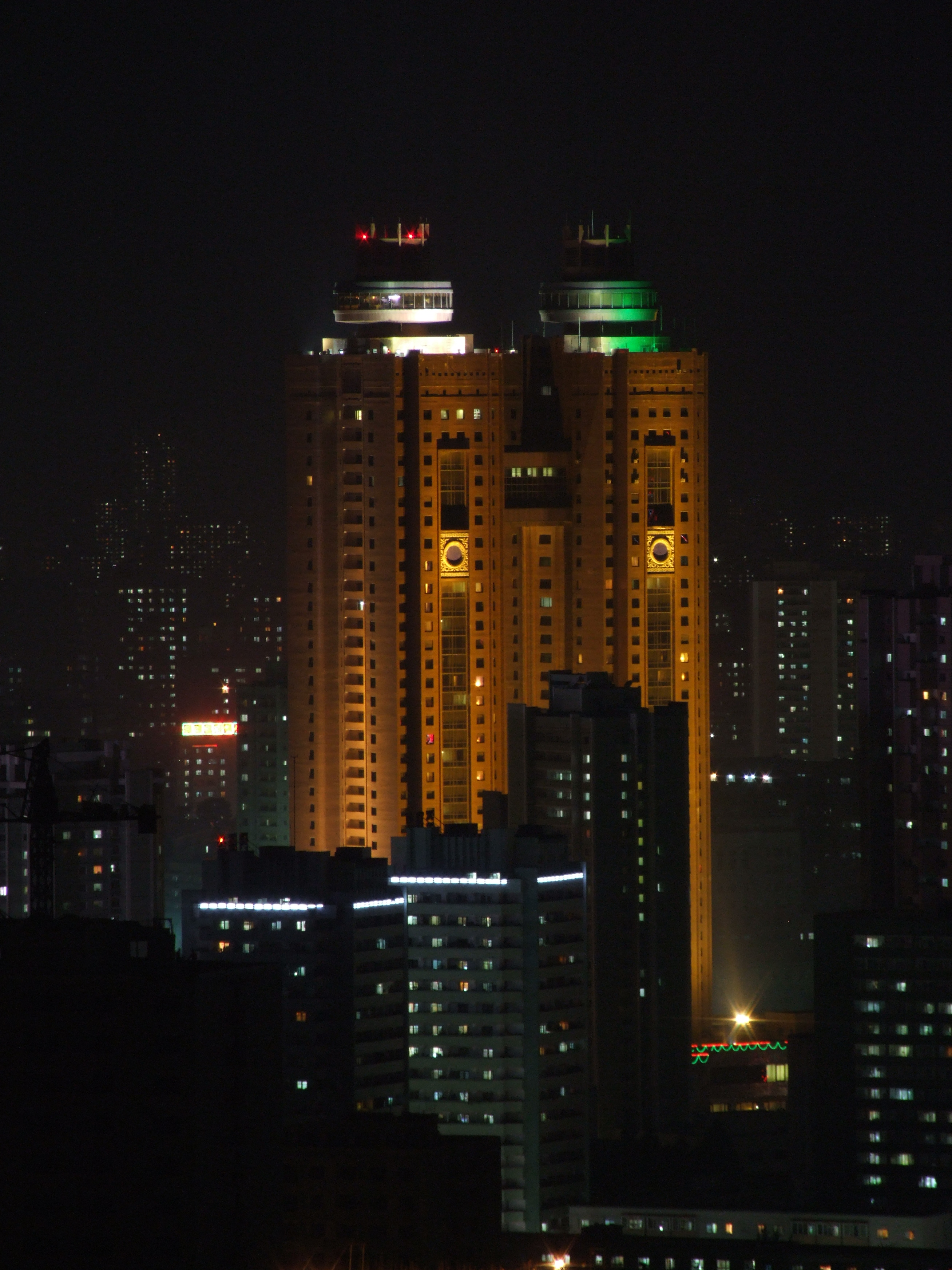
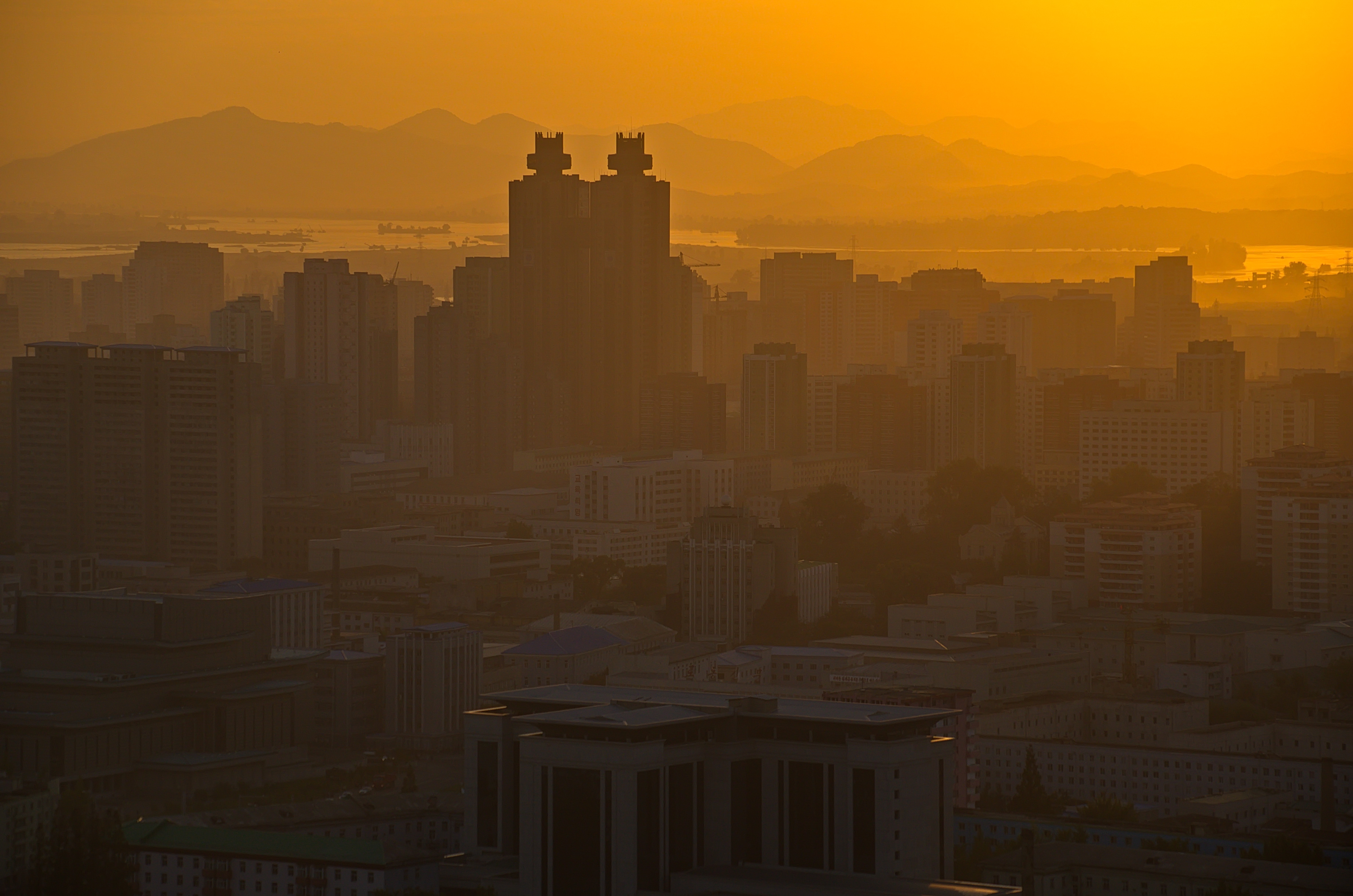
Silhueta do hotel durante o amanhecer